# William Beveridge
William Henry Beveridge, född 5 mars 1879 i Rangpur i brittiska Indien (nuvarande Bangladesh), död 16 mars 1963 i Oxford, var en brittisk ekonom. 
William Beveridge tjänstgjorde 1908–1916 i "Board of trade", och tillhörde 1925 kolkommissionen. Han tillhörde 1906–1908 även redaktionen av Morning Post och var från 1919 ledare för London School of Economics and Political Science.
Hans mest kända arbete är The Beveridge report som skrevs mitt under andra världskriget. Rapporten, som bland annat behandlar socialförsäkringar och socialbidrag, påverkade uppbyggnaden av välfärdsstaten i många länder. 
Huvudtanken i planen var att ge befolkningen ett socialt grundskydd genom ett system av obligatoriska avgiftsbelagda försäkringar, vilka skulle administreras av staten. I modifierad form blev planen grunden för den socialpolitik som utformades av labourpartiets första regering efter andra världskriget.
Beveridge adlades 1946 till Baron of Tuggal.